# Liste des régions éthiopiennes par population
Cet article présente la liste des régions éthiopiennes classées par population par ordre décroissant en 2007.
| Rang | Nom de la région                                   | Population totale | Population urbaine | Population rurale |
| ---- | -------------------------------------------------- | ----------------- | ------------------ | ----------------- |
| 1    | Région Oromia                                      | 27 158 471        | 3 370 040          | 23 788 431        |
| 2    | Région Amhara                                      | 17 214 056        | 2 112 220          | 15 101 836        |
| 3    | Région des nations, nationalités et peuples du Sud | 15 042 531        | 15 042 531         | 13 496 821        |
| 4    | Région Somali                                      | 4 439 147         | 621 210            | 3 817 937         |
| 5    | Tigray                                             | 4 314 456         | 842 723            | 3 471 733         |
| 6    | Addis-Abeba                                        | 2 738 248         | 2 738 248          | 0                 |
| 7    | Région Afar                                        | 1 411 092         | 188 973            | 1 222 119         |
| 8    | Benishangul-Gumaz                                  | 670 847           | 97 965             | 572 882           |
| 9    | Dire Dawa                                          | 342 827           | 232 854            | 109 973           |
| 10   | Regions des peuples Gambela                        | 306 916           | 77 878             | 229 038           |
| 11   | Région du peuple Harari                            | 183 344           | 99 321             | 84 023            |
| 12   | Région Spéciale                                    | 96 570            | 29 028             | 67 542            |